# 李漢宰
李 漢宰（リ・ハンジェ、朝鮮語: 리한재、1982年6月27日 - ）は、岡山県倉敷市出身の元プロサッカー選手。在日朝鮮人三世。ポジションはミッドフィールダー。広島朝鮮高級学校卒業。元北朝鮮代表。

## 人物
朝鮮学校からは初のストレートでJリーグ入りを果たした朝鮮籍のプロサッカー選手。
元々は攻撃的なMFの選手であり、現在は右アウトサイドやボランチとしてプレーしている。またプレースキッカーも担当する。

## 来歴
5人兄弟の4番目で、兄弟の影響でサッカーを始める。岡山の名門クラブ・川鉄SS出身。倉敷朝鮮初中級学校時代に在日朝鮮人サッカー全国大会にて優秀選手に選ばれている。
広島朝鮮高級学校卒業。なお準外国人選手登録のため、通信制の広島県立西高等学校も卒業している。
2001年、攻撃的なMFとしてサンフレッチェ広島F.Cに加入。同期加入は、林卓人、河野淳吾、トゥーリオ、西嶋弘之、梅田直哉。
2002年5月にナビスコカップで右SBとしてプロデビュー、同年に北朝鮮U-23代表に選出され、釜山アジア大会に出場。
なかなか出場機会を与えられなかったが、小野剛に監督が代わってからボランチとして起用され始める。2004年北朝鮮A代表として招集され、10月13日2006年FIFAワールドカップ・ドイツ大会アジア1次予選のイエメン戦でゴールを決めた。2005年、アジア最終予選も安英学と共に代表に選出され、日本戦、イラン戦、バーレーン戦に右アウトサイドとして出場した。また、クラブでも右アウトサイドとして起用され始め、2006年ミハイロ・ペトロヴィッチ監督になってからは攻撃的MF、右アウトサイドの控えとなった。
2008年、駒野友一の移籍に伴い右アウトサイドでレギュラーとして活躍、J1昇格に貢献。2009年1月、活躍が認められ北朝鮮代表冬季強化合宿メンバーに選ばれた。同年はミハエル・ミキッチが右サイドに定着したため出場機会を減らし、同年末に戦力外通告を受ける。
2010年、コンサドーレ札幌へ移籍したが、右膝の怪我で出場機会がほぼなく、同年限りで契約満了により退団した。
2011年、FC岐阜に移籍する。同年はシーズンを通して怪我の治療との闘いだったが、2012年にはスタメンに定着。同年に移籍加入した服部年宏と元代表コンビでダブルボランチを組んで若手を牽引。
2013年シーズン終了後、契約満了により退団。
2014年、FC町田ゼルビアに移籍。キャプテンマークを任される。
2015年～2018年、FC町田ゼルビアの更新選手 第1号として契約更新。特に2015年シーズンはリーグ戦全36試合と入れ替え戦2試合に出場し、クラブをJ2昇格へ導いた。
2020年12月12日契約満了の発表、その後12月25日に現役引退が発表された。

## 個人成績
| 国内大会個人成績 | 国内大会個人成績 | 国内大会個人成績 | 国内大会個人成績 | 国内大会個人成績 | 国内大会個人成績 | 国内大会個人成績 | 国内大会個人成績 | 国内大会個人成績 | 国内大会個人成績 | 国内大会個人成績 | 国内大会個人成績 |
| 年度             | クラブ           | 背番号           | リーグ           | リーグ戦         | リーグ戦         | リーグ杯         | リーグ杯         | オープン杯       | オープン杯       | 期間通算         | 期間通算         |
| 年度             | クラブ           | 背番号           | リーグ           | 出場             | 得点             | 出場             | 得点             | 出場             | 得点             | 出場             | 得点             |
| 日本             | 日本             | 日本             | 日本             | リーグ戦         | リーグ戦         | リーグ杯         | リーグ杯         | 天皇杯           | 天皇杯           | 期間通算         | 期間通算         |
| ---------------- | ---------------- | ---------------- | ---------------- | ---------------- | ---------------- | ---------------- | ---------------- | ---------------- | ---------------- | ---------------- | ---------------- |
| 2001             | 広島             | 32               | J1               | 0                | 0                | 0                | 0                | 0                | 0                | 0                | 0                |
| 2002             | 広島             | 23               | J1               | 1                | 0                | 1                | 0                | 4                | 0                | 6                | 0                |
| 2003             | 広島             | 23               | J2               | 22               | 1                | -                | -                | 4                | 0                | 26               | 1                |
| 2004             | 広島             | 16               | J1               | 26               | 1                | 5                | 0                | 1                | 0                | 32               | 1                |
| 2005             | 広島             | 16               | J1               | 19               | 1                | 0                | 0                | 1                | 0                | 20               | 1                |
| 2006             | 広島             | 16               | J1               | 26               | 2                | 6                | 0                | 2                | 0                | 34               | 2                |
| 2007             | 広島             | 16               | J1               | 6                | 0                | 3                | 0                | 2                | 0                | 11               | 0                |
| 2008             | 広島             | 16               | J2               | 37               | 1                | -                | -                | 4                | 0                | 41               | 1                |
| 2009             | 広島             | 16               | J1               | 14               | 1                | 3                | 0                | 2                | 0                | 19               | 1                |
| 2010             | 札幌             | 16               | J2               | 2                | 0                | -                | -                | 0                | 0                | 2                | 0                |
| 2011             | 岐阜             | 8                | J2               | 9                | 0                | -                | -                | 0                | 0                | 9                | 0                |
| 2012             | 岐阜             | 8                | J2               | 32               | 1                | -                | -                | 1                | 0                | 33               | 1                |
| 2013             | 岐阜             | 8                | J2               | 12               | 0                | -                | -                | 0                | 0                | 12               | 0                |
| 2014             | 町田             | 6                | J3               | 27               | 1                | -                | -                | 0                | 0                | 27               | 1                |
| 2015             | 町田             | 6                | J3               | 36               | 4                | -                | -                | 0                | 0                | 36               | 4                |
| 2016             | 町田             | 6                | J2               | 41               | 1                | -                | -                | 0                | 0                | 41               | 1                |
| 2017             | 町田             | 6                | J2               | 22               | 1                | -                | -                | 0                | 0                | 22               | 1                |
| 2018             | 町田             | 6                | J2               | 5                | 0                | -                | -                | 2                | 0                | 7                | 0                |
| 2019             | 町田             | 6                | J2               | 8                | 0                | -                | -                | 1                | 0                | 9                | 0                |
| 2020             | 町田             | 6                | J2               | 4                | 0                | -                | -                | -                | -                | 4                | 0                |
| 通算             | 日本             | 日本             | J1               | 92               | 5                | 18               | 0                | 12               | 0                | 122              | 5                |
| 通算             | 日本             | 日本             | J2               | 194              | 5                | -                | -                | 12               | 0                | 206              | 5                |
| 通算             | 日本             | 日本             | J3               | 63               | 5                | -                | -                | 0                | 0                | 63               | 5                |
| 総通算           | 総通算           | 総通算           | 総通算           | 349              | 15               | 18               | 0                | 24               | 0                | 391              | 15               |

その他の公式戦
- 2007年
  - J1・J2入れ替え戦 2試合0得点
- 2008年
  - XEROX SUPER CUP 1試合0得点
- 2015年
  - J2・J3入れ替え戦 2試合0得点

出場歴
- プロ初出場　2002年5月9日ナビスコカップ第5節対名古屋グランパスエイト戦 (名古屋市瑞穂公園陸上競技場)
  - 61分八田康介に代わり交代出場、79分山形恭平と途中交代
- リーグ戦初出場　2002年11月16日対鹿島アントラーズ戦 (カシマスタジアム)
  - 86分茂木弘人に代わって途中出場
- プロ初得点　2003年7月26日対サガン鳥栖戦 (鳥栖スタジアム)
  - 先発フル出場、11分ゴール

## 代表歴
アンダーカテゴリー
- U-23北朝鮮代表 (第14回アジア競技大会2002釜山) (2002年)

A代表
- 北朝鮮代表 (2004年-2005年)
- 初出場・初得点　2004年10月13日対イエメン代表戦

### 試合数
- 国際Aマッチ 7試合 1得点（2004年-2005年）[15]

| 北朝鮮代表 | 国際Aマッチ | 国際Aマッチ |
| 年         | 出場        | 得点        |
| ---------- | ----------- | ----------- |
| 2004       | 1           | 1           |
| 2005       | 6           | 0           |
| 通算       | 7           | 1           |